# 388-ма навчально-польова дивізія (Третій Рейх)
388-ма навчально-польова дивізія (Третій Рейх) (нім. 388. Feldausbildungs-Division) — навчальна піхотна дивізія Вермахту за часів Другої світової війни. 19 травня 1944 року переформована на території Курляндського півострову на навчально-польову дивізію «Норд».

## Історія
388-ма навчально-польова дивізія була створена 10 вересня 1942 року на основі частин групи армій «Північ» на північному фланзі Східного фронту. Особовий склад надходив на формування підрозділів переважно з I військового округу, а також навчальних центрів, шкіл та полігонів II та VIII військових округів. Дивізію на місцях поповнював персонал RAD.

## Райони бойових дій
- Північно-західна Росія, Балтійські країни (вересень 1942 — травень 1944)

## Командування

### Командири
- Генерал-лейтенант Йоганн Пфлюгбайль (нім. Johann Pflugbeil) (10 вересня 1942 — 19 травня 1944).

### Підпорядкованість
| Час     | Корпус | Армія | Група армій (округ)  | Штаб          |
| ------- | ------ | ----- | -------------------- | ------------- |
| 1942    |        |       |                      |               |
| жовтень |        |       | Група армій «Північ» | Східний фронт |
| 1943    |        |       |                      |               |
| січень  |        |       | Група армій «Північ» | Східний фронт |
| 1944    |        |       |                      |               |
| січень  |        |       | Група армій «Північ» | Східний фронт |

## Склад
| Вересень 1942                          |
| -------------------------------------- |
| 639-й навчально-польовий піхотний полк |
| 640-й навчально-польовий піхотний полк |